# لوكاس مونزون (لاعب كرة قدم)
لوكاس مونزون (بالإسبانية: Lucas Monzón)‏ هو لاعب كرة قدم أرجنتيني في مركز الدفاع، ولد في 27 فبراير 1996 في الأرجنتين. لعب مع Defensores Unidos ‏.

## وصلات خارجية
- لوكاس مونزون (لاعب كرة قدم) على موقع قاعدة بيانات كرة القدم.إي يو (الإنجليزية)
- لوكاس مونزون (لاعب كرة قدم) على موقع Soccerway.com (الإنجليزية)